# 菅沼村 (静岡県)
菅沼村（すがぬまむら）は静岡県の東部、駿東郡に属していた村。現在の小山町中心部に西接する。

## 地理
- 河川：鮎沢川、須川

## 歴史

### 村名の由来
大きな沼があり、菅が繁茂していたことから。

### 沿革
- 1889年（明治22年）4月1日 - 町村制の施行により近世以来の菅沼村［大部分］が小山村［一部］を編入のうえ単独で自治体を形成。足柄村と町村組合を結成し、足柄村に組合役場を設置。
- 1912年（大正元年）8月1日 - 六合村と合併して小山町が発足。同日菅沼村廃止、町村組合解消。